# Parnac (Indre)
Parnac is een gemeente in het Franse departement Indre (regio Centre-Val de Loire) en telt 503 inwoners (2016). De plaats maakt deel uit van het arrondissement Le Blanc.

## Geografie
De oppervlakte van Parnac bedraagt 46,4 km², de bevolkingsdichtheid is 12,1 inwoners per km².
De onderstaande kaart toont de ligging van Parnac (Indre) met de belangrijkste infrastructuur en aangrenzende gemeenten.

## Demografie
Onderstaande figuur toont het verloop van het inwonertal (bron: INSEE-tellingen).